# آستن
آستن (به هلندی: Asten) یک شهرستان در هلند است که در برابانت شمالی واقع شده‌است. آستن ۲۷ متر بالاتر از سطح دریا واقع شده‌است.

## خواهرخوانده
شهر Hattorf am Harz خواهرخواندهٔ آستن هست.